# Éxodo palestino de Lod y Ramla (1948)
El éxodo palestino de Lod y Ramla fue la expulsión de entre 50 000 y 70 000 hombres, mujeres y niños civiles palestinos por parte de las tropas israelíes que capturaron estas ciudades en julio de 1948.
La toma de Lod y Ramla tuvo lugar durante la Guerra árabe israelí de 1948. Estas dos ciudades árabes, que quedaban fuera de la zona designada para el estado judío en el Plan de Partición de la ONU de 1947 y estaban encuadradas en el estado árabe de Palestina, fueron transformadas en ciudades predominantemente judías tras la creación del Estado de Israel.
El éxodo, que supuso la «mayor expulsión de la guerra», tuvo lugar al final de una tregua, cuando Israel se decidió a intentar mejorar su control sobre la carretera que unía Jerusalén con la franja costera, que estaba bajo presión de la Legión Árabe jordana, de las tropas egipcias y de las fuerzas palestinas.
Desde la perspectiva israelí, la conquista de las dos ciudades fue diseñada, según Benny Morris, "para inducir el pánico y la huida de la población civil" y evitar una amenaza árabe sobre Tel Aviv, y frustró un avance de la Legión Árabe al colapsar las carreteras con refugiados, forzándola a asumir una carga logística que socavaría sus capacidades militares, desmoralizando a su vez a las ciudades árabes cercanas. El 10 de julio, Glubb Pasha ordenó a las tropas defensoras de la Legión Árabe que "hiciesen preparativos (...) para una guerra de broma". Al día siguiente, Ramla se rindió inmediatamente, aunque la conquista de Lod se llevó más tiempo y causó un número indeterminado de muertes; el historiador palestino Aref al-Aref, el único investigador que ha intentado calcular las bajas palestinas, consideró que 426 palestinos murieron en Lod el 12 de julio, de los que 176 fallecieron en la mezquita. El historiador israelí Benny Morris sugiere que unos 450 palestinos y 9 o 10 soldados israelíes murieron en la toma de la ciudad.
Cuando los israelíes tomaron el control de las ciudades, Isaac Rabin firmó y envió una orden de expulsión a las tropas israelíes que decía: "1. Los habitantes de Lod deben ser expulsados rápidamente sin distinción de edad". Los habitantes de Ramla fueron obligados a subir en autobuses y abandonados fuera de la ciudad, mientras que a los de Lod les obligaron a caminar varios kilómetros bajo el calor del verano hasta las líneas de frente árabes, donde la Legión Árabe trató de proporcionarles cobijo y suministros. La cifra de refugiados que murieron durante el éxodo por agotamiento y deshidratación varía según las fuentes desde un pequeño grupo hasta unas 500 personas.
Las expulsiones de Lod y Ramla supusieron la décima parte del éxodo palestino de 1948, conocido en el mundo árabe como al-Nakba ("la catástrofe"). Algunos historiadores como Ilan Pappé, Daniel Blatman y Ehud Ein-Gil han caracterizado lo ocurrido en Lod y Ramla como limpieza étnica. Benny Morris lo ha calificado de "limpieza étnica parcial". Muchos de los judíos que llegaron a Israel entre 1948 y 1951 se alojaron en las casas vacías de los refugiados, debido tanto a una escasez de alojamiento como a una política deliberada para impedir el regreso de sus propietarios. Ari Shavit ha defendido que estos "acontecimientos fueron una fase crucial de la revolución sionista y asentaron los cimientos del estado judío."

## Contexto

### Guerra civil durante el Mandato británico de Palestina
Palestina quedó en manos británicas a la conclusión de la Primera Guerra Mundial y, para gestionarla, se creó el Mandato británico de Palestina, que estuvo en vigor desde 1917 hasta 1948. Tras 30 años de conflicto entre judíos y árabes palestinos, la Asamblea General de las Naciones Unidas aprobó la Resolución 181 II que establecía la partición del mandato británico en un estado árabe y otro judío, con Lod y Ramla emplazadas en el incipiente estado árabe.
La población del Mandato británico de Palestina era un 67% árabe y un 33% judía, y la propiedad de la tierra era un 94% árabe y un 6% judía. La propuesta de partición otorgaba al naciente estado árabe un 43% de toda Palestina y al estado judío un 56%, quedando la zona de Jerusalén y Belén encuadradas en un corpus separatum gestionado por un organismo internacional. La propuesta de partición fue aceptada por la comunidad judía en Palestina y rechazada por los líderes árabes, lo que degeneró una guerra civil entre ambas comunidades. La autoridad de la administración británica se disolvió conforme avanzaba la guerra civil, preocupándose tan solo de la evacuación de sus tropas a pesar del mantenimiento de un bloqueo marítimo y aéreo. Después de cuatro meses y medio de lucha, las milicias judías habían derrotado a las árabes y conquistado las principales ciudades mixtas del país, generando a su vez el éxodo de la población civil. Durante este periodo, entre 300.000 y 350.000 palestinos fueron expulsados o tuvieron que huir de sus hogares.
El Mandato británico expiró legalmente el 14 de mayo de 1948, fecha en la que los líderes judíos enunciaron la Declaración de Independencia del Estado de Israel. Algunos estados árabes próximos (Transjordania, Egipto, Siria e Irak) intervinieron enviando pequeñas fuerzas expedicionarias que se adentraron en el antiguo Mandato británico de Palestina y se enfrentaron a las fuerzas judías. Durante las siguientes seis semanas de combate ningún bando obtuvo una clara ventaja.
Hubo entonces un periodo de tregua de 4 semanas en las que las tropas israelíes se reforzaron, mientras que las tropas árabes se vieron sujetas a un embargo de armas. Cuando la tregua terminó, las hostilidades se reanudaron y las tropas israelíes tomaron Lod y Ramla.

### Importancia estratégica de Lod y Ramla

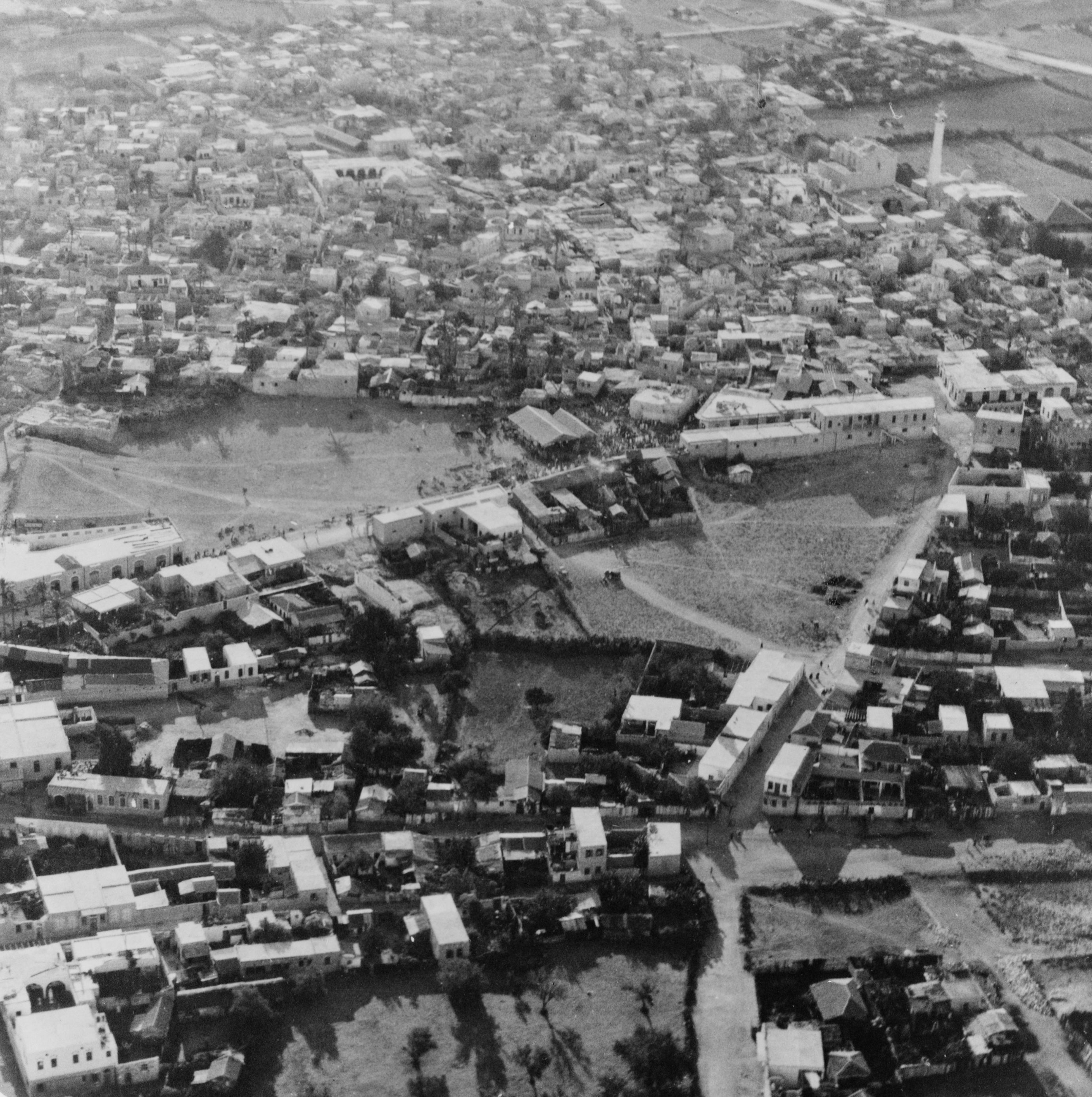
La ciudad de Lod en 1932.

Lod (en árabe: al-Ludd, اَلْلُدّْ) data al menos del 5600 o 5250 a. C., mientras que Ramla (ar-Ramlah, الرملة), que se encuentra a tres kilómetros de distancia, fue fundada en el siglo VIII d. C. Ambas ciudades eran estratégicamente importantes porque estaban emplazadas en la principal intersección de las carreteras norte-sur y este-oeste de Palestina.El principal nudo ferroviario y el aeropuerto de Palestina (el actual Aeropuerto Internacional Ben Gurion) estaban en Lod, y el más importante acuífero de Jerusalén se encontraba a 15 kilómetros de distancia. Los milicianos árabes y judíos se habían estado atacando mutuamente en las carreteras cercanas desde que comenzaron las hostilidades en diciembre de 1947. El geógrafo israelí Arnon Golan escribe que los árabes palestinos habían bloqueado el transporte judío hacia Jerusalén en Ramla, lo que les forzó a adoptar una ruta más al sur. Israel había lanzado diversos ataques por tierra y aire sobre Ramla y Latrun en mayo de 1948, y el primer ministro israelí, David Ben-Gurion, desarrolló lo que Benny Morris ha calificado de obsesión por las ciudades; escribió en su diario que tenían que ser destruidas, y el 16 de junio se refirió a ellas durante una reunión del gabinete israelí como "dos espinas". La  autoridad local de Lod, oficialmente subordinada al Alto Comité Árabe, asumió poderes civiles y militares locales. Los registros de la comandancia militar de Lod hablan de entrenamiento militar, construcción de obstáculos y trincheras, requisa de vehículos y preparación de vehículos blindados armados con ametralladoras, así como intentos de aprovisionamiento de armas. En abril de 1948, Lod se había convertido en un centro de suministro de armas y proporcionaba formación militar a las aldeas cercanas. La ciudad sufrió varios ataques terroristas por parte de grupos judíos, como el perpetrado por el Irgún el 18 de febrero en un mercado, que dejó varias víctimas mortales entre los lugareños.

### Operación Dani
Israel lanzó la Operación Dani para asegurar la carretera Tel Aviv-Jerusalén y neutralizar cualquier amenaza sobre Tel Aviv por parte de la Legión Árabe, que estaba estacionada en Ramala y Latrun y tenía desplegados algunos hombres en Lod. El 7 de julio, el ejército israelí nombró a Yigal Alon para liderar la operación y a Isaac Rabin como su oficial de operaciones; ambos habían servido en el Palmaj, una unidad de élite de la comunidad judía durante el Mandato británico de Palestina. La operación se llevó a cabo entre el 9 de julio de 1948, coincidiendo con el final de la primera tregua en la Guerra árabe-israelí de 1948, y el 18 de julio, que marca el comienzo de la segunda tregua, un periodo conocido en la historiografía israelí como los Diez Días. Morris afirma que el ejército israelí reunió su fuerza más numerosa hasta entonces: la brigada Yiftach; los batallones 82 y 89 de la Octava Brigada Blindada; y tres batallones de infantería de las brigadas Kiryati y Alexandroni. En total, se trataba de una fuerza de aproximadamente 6.000 hombres con alrededor de 30 piezas de artillería.

### Defensas de Lod

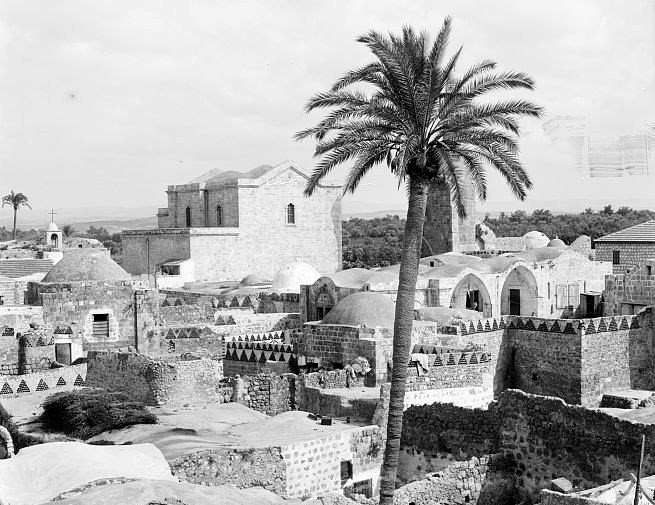
Lod en 1920 con la iglesia de San Jorge al fondo.

En julio de 1948, Lod y Ramla tenían una población de entre 50.000 y 70.000 habitantes entre ambas, todos ellos árabes palestinos, de los que unos 20.000 eran refugiados expulsados de Jaffa y de otros lugares. Varias ciudades palestinas habían caído ya ante el avance de las tropas judías o israelíes desde abril, pero Lod y Ramla habían resistido. Hay diversas opiniones en cuanto a lo bien defendidas que estaban las ciudades. En enero de 1948, John Bagot Glubb, el comandante británico de la Legión Árabe transjordana, había visitado diversas ciudades árabes palestinas (incluidas Lod y Ramla) instándoles a prepararse para defenderse por sí mismas. La Legión había distribuido alambre de espino y tantas armas como pudo permitirse. Lod había preparado sus posiciones y tenía una línea exterior de defensa, una trinchera antitanque y artillería, así como una línea fuertemente fortificada y armada hacia el nordeste de la ciudad.
Los historiadores israelíes Alon Kadish y Avraham Sela afirman que el Comité Nacional Árabe -una autoridad local de emergencia en respuesta a la llamada del Alto Comité Árabe- había asumido el control civil y militar de Lod y había adquirido armas, llevado a cabo formación militar, construido trincheras, requisado vehículos y organizado servicios médicos. Para cuando llegó el ataque israelí, estos escritores afirman que la milicia de Lod consistía en unos 1.000 hombres equipados con rifles, subfusiles, 15 ametralladoras, cinco ametralladoras pesadas, 25 lanzacohetes antitanque, seis o siete piezas de artillería ligera, dos o tres pesadas y coches blindados con ametralladoras. El ejército israelí calculó que había una fuerza de la Legión Árabe de unos 200 o 300 hombres. Según estos autores, en Lod también había varios cientos de voluntarios beduinos y una fuerza considerable de la Legión Árabe. Kadish y Sela argumentan que las muertes de civiles en Lod tuvieron lugar durante la batalla por la ciudad, no debido a una masacre.

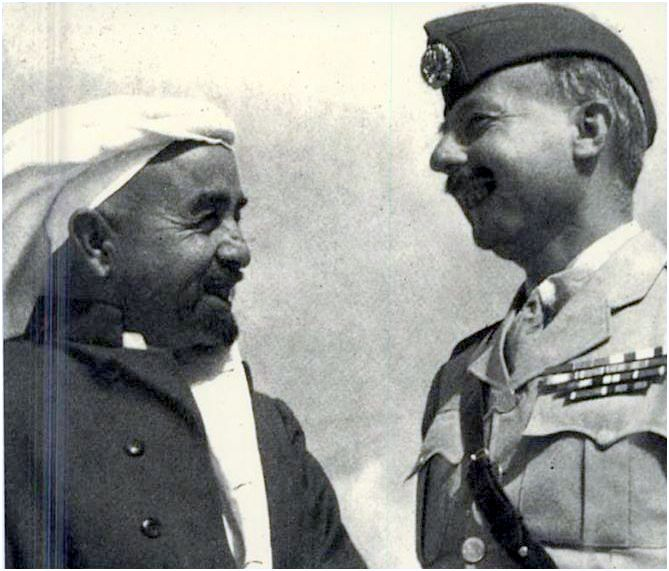
El rey Abdulá de Jordania (1882-1951) con John Bagot Glubb (1897-1986), el comandante británico de la Legión Árabe

Una opinión muy distinta mantiene el historiador palestino Walid Khalidi, que detalla que solo 125 legionarios de la Quinta Compañía de Infantería estaban en Lod -la Legión Árabe disponía de unos 6.000 en total- y que el resto de las defensas de la ciudad eran residentes civiles bajo el mando de un sargento retirado de la Legión Árabe. Según Benny Morris, una serie de soldados de la Legión Árabe, incluidos 200-300 voluntarios beduinos, habían llegado a Lod y Ramla en abril, y una fuerza con tamaño de compañía se había apostado en las antiguas comisarías británicas de Lod y en la carretera Lod-Ramle, equipada con coches blindados y otras armas. Morris afirma que en junio había 150 legionarios en la ciudad, aunque los israelíes creyeron que había hasta 1.500 de ellos. Se nombró gobernador de ambas ciudades a un oficial de la Legión Árabe, aunque Glubb advirtió al rey jordano que las líneas de la Legión se habían extendido demasiado y no podría mantener las ciudades. Como resultado, Abdulá ordenó a la Legión adoptar una posición defensiva y la mayoría de los legionarios de Lod se retiró en la noche del 11 al 12 julio.
Kadish y Sela escriben que el Comité Nacional impidió que las mujeres y los niños se marcharan, dado que su partida había supuesto en muchos otros lugares la marcha de los hombres. Afirman que era común entre la población palestina abandonar sus casas por el riesgo de una invasión israelí, en parte por miedo a atrocidades como la masacre de Deir Yassin, y en especial por miedo a violaciones, y en parte porque se negaban a vivir bajo dominio judío. En el caso de Lod, según su opinión, los miedos de la población eran más concretos: pocos días antes de que la ciudad cayera, un judío encontrado en la estación de trenes de Lod fue acusado de traición y ejecutado públicamente, siendo su cuerpo mutilado por los presentes, quienes desde entonces temieron los posibles actos de represalia de las tropas judías.

## Caída de las ciudades

### Bombardeos aéreos y rendición de Ramla

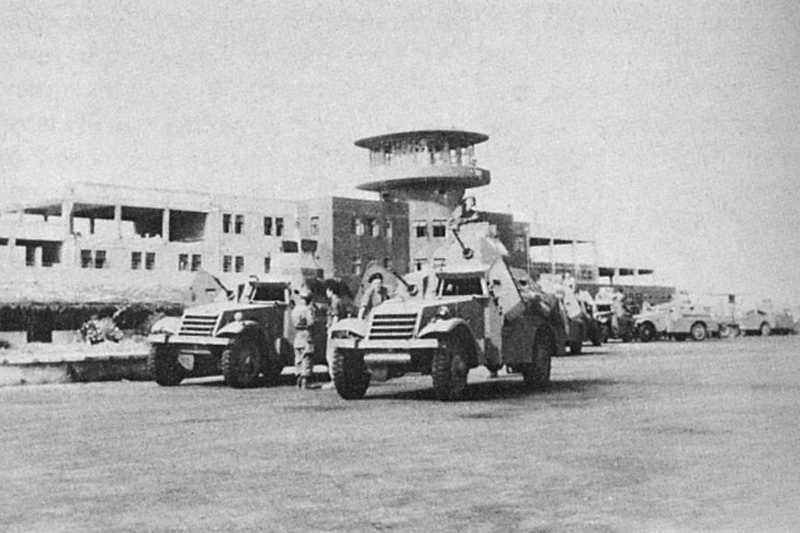
Captura del aeropuerto de Lod el 10 de julio de 1948.

La fuerza aérea israelí comenzó a bombardear las ciudades la noche del 9 al 10 de julio, en el que fue el primer bombardeo sobre población civil de la guerra. La intención de este ataque era provocar el miedo y la huida de los habitantes, y esto parece que funcionó en Ramla: a las 11:30 del 10 de julio, el cuartel general israelí para la Operación Dani informó al ejército de que había “una huida generalizada y seria de Ramla”. Esa tarde, este cuartel general ordenó a una de sus brigadas que facilitase la huida de las mujeres, niños y ancianos de Ramla, pero que detuviese a todos los hombres en edad militar. Ese mismo día, el ejército israelí se apoderó del aeropuerto de Lod. La fuera aérea israelí dejó caer panfletos en ambas ciudades el 11 de julio pidiendo a sus habitantes que se rindiesen. Los líderes de la ciudad de Ramla, así como tres importantes cabezas familiares árabes, acordaron rendirse. Tras esta decisión, los israelíes bombardearon la ciudad con proyectiles de mortero e impusieron un toque de queda. The New York Times informó entonces que la captura de la ciudad suponía el momento más álgido de la breve historia de Israel.
Existen dos narrativas enfrentadas sobre lo que ocurrió tras la ocupación israelí de Ramla. Khalid al-Wazir, que posteriormente se uniría a la OLP y sería conocido como Abu Yihad, fue expulsado de la ciudad junto con su familia, que poseía una tienda de alimentos, cuando tenía 12 años. Wazir afirmó que había pánico a una masacre como la acaecida en Deir Yassin, y que había cuerpos esparcidos por las calles y entre las casas, los de mujeres y niños incluidos. Por otra parte, Arthur Koestler, que trabajaba para The Times, visitó Ramla unas horas después de la invasión y comentó que la gente estaba paseando por las calles como de costumbre. El ejército israelí había metido a unos cientos de hombres jóvenes en una jaula de alambre de espino y los estaba llevando en camiones a un campo de concentración. Las mujeres les traían agua y comida, según su versión de los hechos, se peleaban con los guardias judíos y no parecían asustadas. Koestler comentó que la sensación dominante parecía ser el alivio por el fin de los combates.

### Asalto sobre Lod

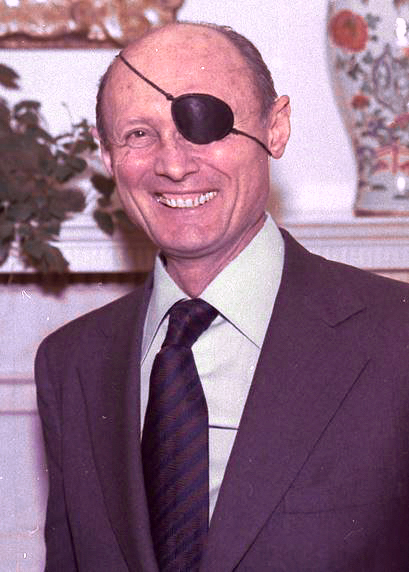
Moshe Dayan dirigió un asalto en Lod "disparando contra todo lo que se movía".

Durante la tarde del 11 de julio, el 89.º batallón israelí dirigido por Moshe Dayan se trasladó a Lod. La historiadora israelí Anita Shapira escribe que esta unidad llevó a cabo un asalto por la iniciativa personal de Dayan, sin coordinarse con sus superiores. Usando una columna de jeeps liderada por un tanque capturado a la Legión Árabe días antes, lanzó el ataque a plena luz del día, atravesando la ciudad de este a oeste y ametrallando a todo lo que se movía, según Morris, y tomando luego la carretera hacia Ramla, en la que ametralló diversos puestos de la milicia antes de llegar a la estación de trenes de la ciudad. Kadish y Sela escriben que las tropas se enfrentaron a abundante fuego proveniente de la Legión Árabe apostada en las comisarías de Lod y en la carretera de Lod a Ramla, y que Dayan describió estas ciudades de la siguiente manera: “la entrada (sur) de la ciudad estaba inundada de combatientes árabes… Se lanzaron granadas de mano en todas direcciones. Hubo una enorme confusión”. Una narración contemporánea aparecida en The New York Times, escrita por Gene Currivan, también afirma que hubo mucha resistencia a la incursión israelí. En cambio, Ilan Pappé escribe que los hombres de Lod "apenas contaban con algunos fusiles viejos". Los hombres de Dayan se detuvieron en la estación de trenes de Ramla para que los heridos pudiesen ser atendidos y volvieron poco después a Beit Shemesh bajo continuo fuego enemigo proveniente de las comisarías.
Kenneth Bilby, un corresponsal del New York Herald Tribune, estaba en la ciudad cuando sucedió el ataque y escribió: “(La columna de jeeps israelíes) se apresuró a entrar en Lod con sus rifles, Stens y subfusiles disparando a ráfagas. Se adentró por las calles principales disparando contra todo lo que se movía (…). Los cadáveres de hombres, mujeres e incluso niños árabes quedaron desparramados por las calles tras esta brillante y despiadada carga”. Por su parte, el reportero de The Chicago Sun Times Keith Wheeler escribió sobre las tropas israelíes en el asalto: "Prácticamente todo lo que había en su camino murió. Había cadáveres acribillados junto a la carretera". El ataque duró 47 minutos y dejó entre 100 y 150 palestinos muertos, según los informes del 89.º batallón de Dayan, mientras que en el ejército israelí murieron 6 soldados y otros 21 quedaron heridos. Kadish y Sela afirman que la alta tasa de bajas del lado palestino se debió a la confusión creada en torno a quién protagonizaba el ataque. Los soldados israelíes llevaban kufiyyas e iban liderados por un tanque de la Legión Árabe. Los habitantes de la ciudad podrían haber creído que llegaba la Legión Árabe y haberse visto sorprendidos al advertir que las fuerzas de Dayan les disparaban mientras huían hacia sus casas.

### Rendición de Lod

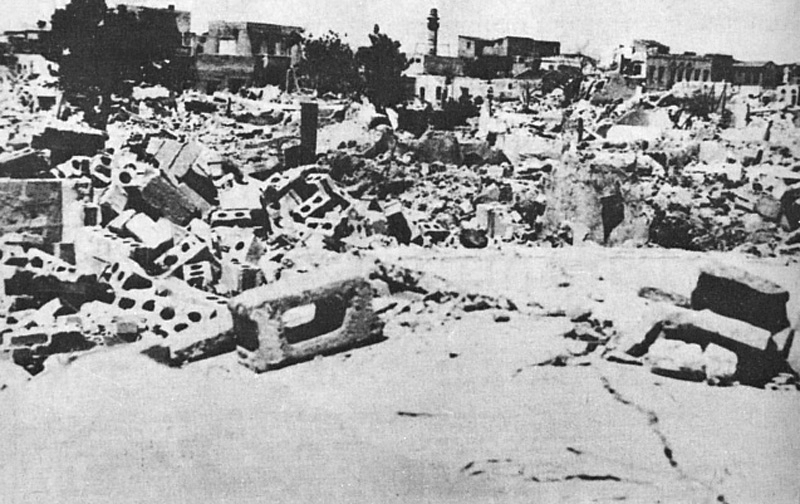
Ruinas de Lod tras el asalto israelí.

Aunque no se anunció una rendición formal de Lod, la gente se agrupó en las calles portando banderas blancas. En la noche del 11 de julio, entre 300 y 400 soldados israelíes se adentraron en la ciudad. Poco tiempo después, las fuerzas de la Legión Árabe emplazadas en la carretera de Lod a Ramla se retiraron, aunque un pequeño contingente de legionarios permanecieron en la comisaría de Lod. A primeras horas de la mañana del 12 de julio llegaron más tropas israelíes. Un informe del ejército israelí de la época señala que: “grupos de ancianos y jóvenes, mujeres y niños bajaron a las calles en una gran demostración de sumisión, llevando banderas blancas, y accedieron por su propia voluntad a los centros de detención que establecimos en la mezquita y la iglesia –los musulmanes y los cristianos por separado”. Los edificios pronto se llenaron de gente, y las mujeres y los niños fueron liberados, mientras que varios miles de hombres quedaron encerrados dentro, con unos 4.000 de ellos en el complejo de la mezquita.
El gobierno israelí creó un comité para abordar el asunto de los refugiados palestinos y sus propiedades. Este comité enunció una orden explícita que prohibía “destruir, quemar o demoler ciudades o pueblos árabes, expulsar a los habitantes de las localidades, barrios y ciudades árabes, o exiliar a la población árabe de su lugar de residencia” sin haber recibido previamente una orden específica y directa del Ministerio de Defensa. Se sellaron las zonas árabes para evitar pillajes y actos de venganza y se especificó que los hombres capturados debían ser tratados como prisioneros de guerra, notificando de ello a la Cruz Roja. A los palestinos que quisieran permanecer se les permitiría hacerlo, y se prohibió la confiscación de sus propiedades.
En el caso concreto de Lod, las autoridades israelíes reunieron a los dirigentes locales que, tras un debate, se decidieron a rendirse. Se ordenó a los habitantes de Lod que dejaran sus armas en las puertas de sus casas para que los soldados israelíes pasaran a recogerlas, pero no lo hicieron. Esa noche se anunció un toque de queda con altavoces. Una delegación de mandatarios locales, encabezada por el alcalde, se dirigió a la comisaría para intentar convencer a los legionarios allí apostados de que se rindieran. Estos se negaron y dispararon contra la delegación; mataron al alcalde y dejaron varios heridos. A pesar de este incidente, el 3.º Batallón decidió aceptar la rendición de la ciudad. El historiador israelí Yoav Gelber escribe que los legionarios que todavía permanecían en la comisaría entraron en pánico y comenzaron a mandar frenéticos mensajes a su cuartel general en Ramala que decían: “¿No tenéis dios en vuestros corazones? ¿No sentís compasión alguna? ¡Enviad ayuda rápido!” Cuando estaban a punto de rendirse recibieron órdenes del cuartel general de esperar a la liberación.
El 12 de julio, a las 11:30, dos o tres vehículos acorazados de la Legión Árabe se adentraron en la ciudad liderados por el teniente Hamdallah al-Abdullah, de la 1ª Brigada jordana. Los vehículos acorazados de la Legión Árabe dispararon sobre los soldados israelíes que peinaban la ciudad vieja, lo que creó la impresión de un contraataque jordano. El intercambio de disparos hizo que algunos habitantes y milicianos creyesen que la Legión Árabe había llegado para recuperar la ciudad, y aquellos que todavía poseían armas comenzaron a disparar a los israelíes también. La milicia local renovó las hostilidades y una masa enfurecida se lanzó contra una patrulla israelí en el mercado de la ciudad. El ejército israelí sufrió muchas bajas y, considerando estos actos de resistencia como una violación del acuerdo de rendición, aplastó los ataques causando numerosas bajas civiles. Kadish y Sela escriben que, según el comandante del 3.º Batallón, Moshe Kelman, los israelíes se vieron expuestos a un intenso fuego proveniente de “miles de armas desde cada casa, tejado y ventana”. Morris califica esta afirmación de “sinsentido” y defiende que tan solo unas pocas docenas de habitantes de Lod tomaron parte en lo que hubo de ser un breve tiroteo.

### Masacre de Lod

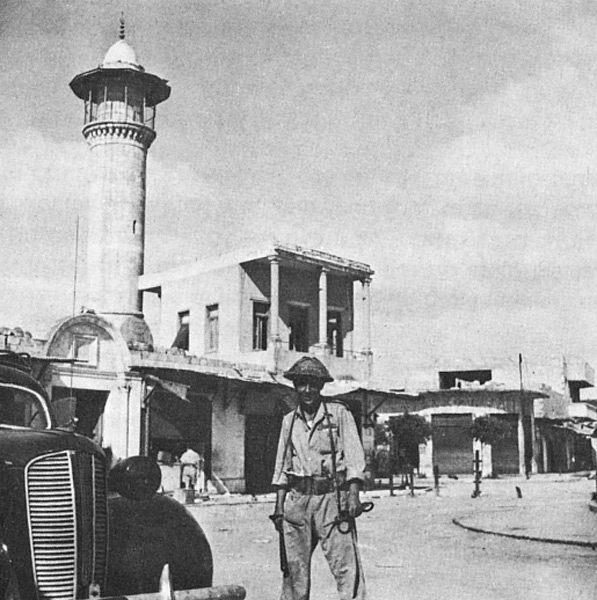
Un soldado israelí a las puertas de la mezquita Dahmash de Lod

Gelber describe la reacción israelí como, probablemente, la masacre más sangrienta de toda la guerra. Shapira escribe que los israelíes no tenían experiencia en gobernar a civiles y entraron en pánico. Kelman ordenó a sus tropas disparar a cualquier objetivo nítido, incluido a cualquiera que vieran por las calles. Luego declaró que no tenía más opción; no cabía la posibilidad de que llegasen refuerzos inmediatamente y no había manera de determinar la fuerza del empuje enemigo. Los soldados israelíes lanzaron granadas en las casas en las que sospechaban que se alojaban francotiradores. Los civiles que huían de sus casas fueron acribillados a balazos. Yeruham Cohen, un oficial de inteligencia del ejército israelí, dijo que en apenas dos horas y media, entre las 11:30 y las 14:00, las tropas israelíes mataron a cerca de 250 personas.
Aunque Kadish y Sela desacreditan la posibilidad de que se tratase de una masacre y afirman que no hay pruebas de primera mano de dicha eventualidad más allá de algunas fuentes árabes dudosas, su punto de vista ha sido frecuentemente criticado. Citando el artículo de Kadish y Sela, John W. Pool concluyó que

…en la mañana del 12 de julio de 1948, “las fuerzas de la Palmaj en Lod se vieron bajo un intenso fuego proveniente de “miles de armas desde cada casa, tejado y ventana” que les hizo sufrir muchas bajas”. Estas afirmaciones parecen ser los cimientos de gran parte del argumento que se defiende en el artículo. Creo que los autores deberían haber aportado mucha más información sobre su significado exacto, su validez real y sus fuentes.

Continuó diciendo que:

Él (Benny Morris) no dice cuantos habitantes de la ciudad se vieron involucrados en la lucha pero su narración sugiere un número de tiradores mucho más pequeño de los varios miles (que apuntaban Kadish y Sela).

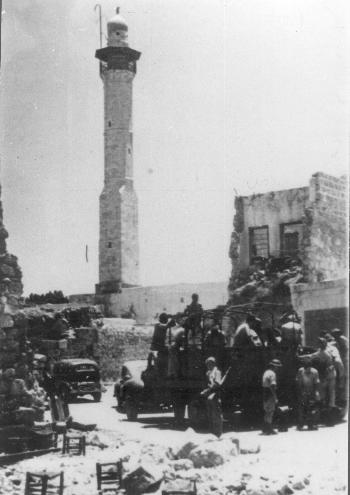
Mezquita de Lod tras la toma israelí de la ciudad

James Bowen también es bastante crítico con Kadish y Sela, y colocó una nota aclaratoria en la página web de la UCC en la que afirmaba que su artículo “se basa en un libro escrito por los mismos autores que fue publicado en el año 2000 por el Ministerio de Defensa de Israel”.
El historiador palestino Aref al-Aref sitúa la cifra de víctimas en 426, incluidos 179 personas que fueron asesinadas posteriormente en una de las mezquitas durante un confuso incidente al que algunas fuentes se refieren como masacre y otras como batalla. Miles de hombres habían sido detenidos y encerrados en las dos mezquitas de la ciudad el día anterior. Los detenidos cristianos fueron llevados a un monasterio ortodoxo cercano, lo que hizo temer por su vida a los musulmanes. Morris escribe que algunos de ellos intentaron escapar creyendo que iban a ser masacrados, y el ejército israelí reaccionó lanzando granadas y disparando misiles antitanque contra uno de los complejos de la mezquita. Kadish y Sela afirman que hubo un tiroteo entre milicianos armados en el interior de la mezquita y soldados israelíes en el exterior; según estos autores, los soldados respondieron a los ataques que provenían desde el interior de la mezquita disparando misiles antitanque contra ella y asaltándola, lo que dio como resultado la muerte de 30 milicianos.
En 2013, en un testimonio realizado a Zochrot, una ONG israelí dedicada a la difusión de información sobre la Nakba, un soldado de la Palmaj llamado Yerachmiel Kahanovich afirmó haber estado presente en el incidente y, durante el bombardeo de la mezquita, haber disparado un misil antitanque PIAT con una enorme onda expansiva al interior de la mezquita. Al examinarla con posterioridad al ataque, recordaba haber visto restos de personas diseminados por los muros. También declaró que quienquiera que se desviase de la línea de refugiados era abatido al instante. Según Morris, en la mezquita murieron docenas de personas, incluidos hombres, mujeres y niños desarmados. Un testigo presencial de los hechos publicó sus memorias en 1998 y declaró que había trasladado 95 cadáveres de una de las mezquitas.
Cuando el tiroteo terminó, cientos de cuerpos quedaron tendidos en las calles y casas de Lod y en la carretera entre Lod y Ramla. Benny Morris escribe que había cientos de cuerpos. Aunque la Cruz Roja iba a visitar la zona, el nuevo gobernador israelí de Ramla emitió una orden que postergaba la visita hasta el 14 de julio. El cuartel general de la Operación Dani ordenó a las tropas retirar los cadáveres antes de que llegara dicha visita, pero parece ser que las órdenes no se llevaron a cabo. El Doctor Klaus Dreyer, del cuerpo médico del ejército israelí, se quejó el 15 de julio de que todavía había cadáveres tendidos en las calles de Lod y en sus alrededores, lo que constituía un riesgo sanitario y una “cuestión moral y estética”. Dreyer solicitó que se movilizase a los habitantes árabes y una serie de camiones para encargarse de los cadáveres.

## Éxodo

### Órdenes de expulsión

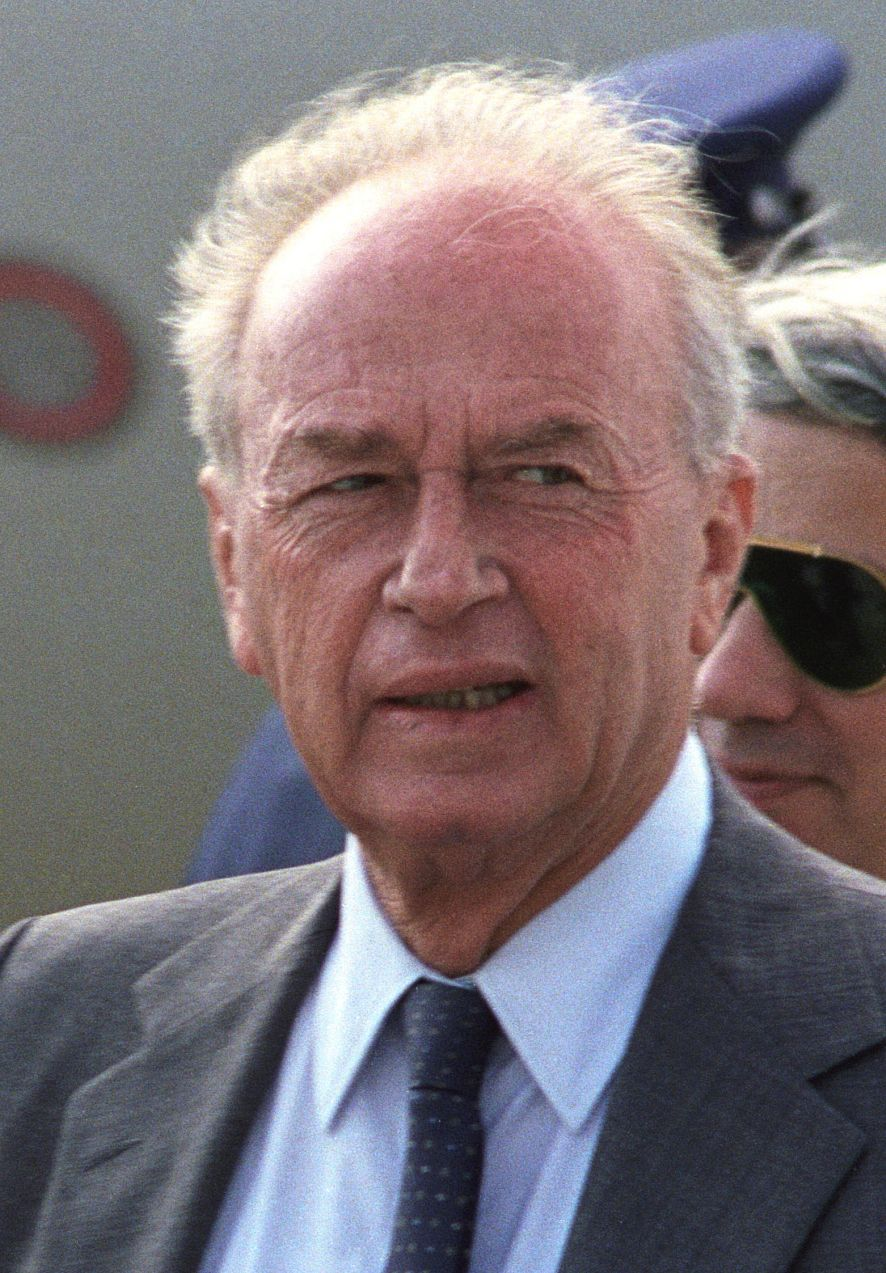
Isaac Rabin, firmante de la orden de expulsión de los habitantes de Lod y Ramla.

Benny Morris escribe que David Ben Gurion y el ejército israelí decidieron por sí mismos cómo tratar a los residentes palestinos de Lod y Ramla, mientras que el gabinete de gobierno israelí y otros ministros se abstuvieron de intervenir. Por este motivo, la política de expulsión de los habitantes árabes de Palestina fue aleatoria y circunstancial, dependiendo de la ubicación de las localidades, pero también de la religión y de la raza de sus habitantes. Los árabes palestinos del oeste y el sur de la Galilea, en su mayoría cristianos y drusos, pudieron permanecer en sus hogares, pero los habitantes de Lod y Ramla, en su mayoría musulmanes, fueron expulsados casi por completo. Morris escribe que no hubo una política oficial de expulsión de la población palestina, sino que la idea de expulsión estaba “en el aire” y los líderes judíos así lo entendieron.
Mientras todavía tenía lugar la batalla por Lod, el 12 de julio, tuvo lugar una reunión en el cuartel general de la Operación Dani entre David Ben Gurion, Yigael Yadin y Zvi Ayalon, generales del ejército israelí, y Yisrael Galili, exgeneral de la Haganá, la organización predecesora del ejército israelí. También estuvieron presentes en la reunión Isaac Rabin y Yigal Allon, comandante en jefe de la Operación Dani. En un determinado momento, Ben Gurion, Allon y Rabin abandonaron la habitación. Rabin ha ofrecido dos versiones distintas de lo que sucedió entonces. En una entrevista en 1977 con Michael Bar-Zohar, Rabin afirmó que Allon preguntó qué iba suceder con los habitantes de Lod y Ramla; en respuesta, Ben Gurion había realizado un gesto con su mano para afirmar “garesh otam” (“expulsadlos”). En el manuscrito de sus memorias en 1979, sin embargo, Rabin escribió que Ben Gurion no había hablado, sino que solo había realizado un gesto con la mano que Rabin entendió como un “echadlos de ahí”. La orden de expulsión de Lod fue firmada a las 13:30 del 12 de julio por Isaac Rabin.
En sus memorias, Rabin escribió:

“Echadlos de ahí” es un término que suena duro. Psicológicamente, esta fue una de las acciones más difíciles que llevamos a cabo. La población de Lod no se fue voluntariamente. No había manera de evitar el uso de la fuerza y de disparos de advertencia para hacer que sus habitantes marchasen de 10 a 15 millas (de 16 a 24 kilómetros) hasta el punto donde habrían de encontrarse con la Legión.

Un censor oficial israelí eliminó estas frases del manuscrito, pero Peretz Kidron, el periodista israelí que tradujo las memorias al inglés, trasladó la parte censurada a David Shipler, de The New York Times, que la publicó el 23 de octubre de 1979.
En una entrevista con The New York Times dos días después, Yigal Allon abordó la versión de los hechos de Rabin: “Con todo el aprecio que tengo por la labor de Rabin durante la guerra de independencia, yo era su comandante y, por lo tanto, mi conocimiento de los hechos es más preciso”, contó a Shipler. “Yo no pedí permiso a Ben Gurion para expulsar a la población de Lod. Yo no recibí dicho permiso y no di tales órdenes”. Allon afirmó que los habitantes de Lod se marcharon en parte porque así se lo había pedido la Legión Árabe, para poder recapturar la ciudad más tarde, y en parte porque fueron presa del pánico. Yoav Gelber también aborda la narración de Rabin. Él afirma que Ben Gurion tenía la costumbre de expresar sus órdenes claramente, ya fuese oralmente o por escrito, y que jamás habría emitido una orden mediante un gesto con la mano. Añade que no existe ningún registro de ninguna reunión que hubiese tenido lugar antes de la invasión y en la que se hubiese debatido la expulsión. Él atribuye la expulsión de las poblaciones de Lod y Ramla a Allon, de quien dice que era conocido por su política de tierra quemada. Según Gelber, allí donde Allon estaba al mando de tropas israelíes, no quedaban palestinos. Aunque la historiografía tradicional israelí ha insistido en que los refugiados palestinos dejaron sus tierras por las órdenes de los líderes árabes, numerosos académicos israelíes han discutido esta versión de los hechos recientemente.

### Intervención de Shitrit y Sharett

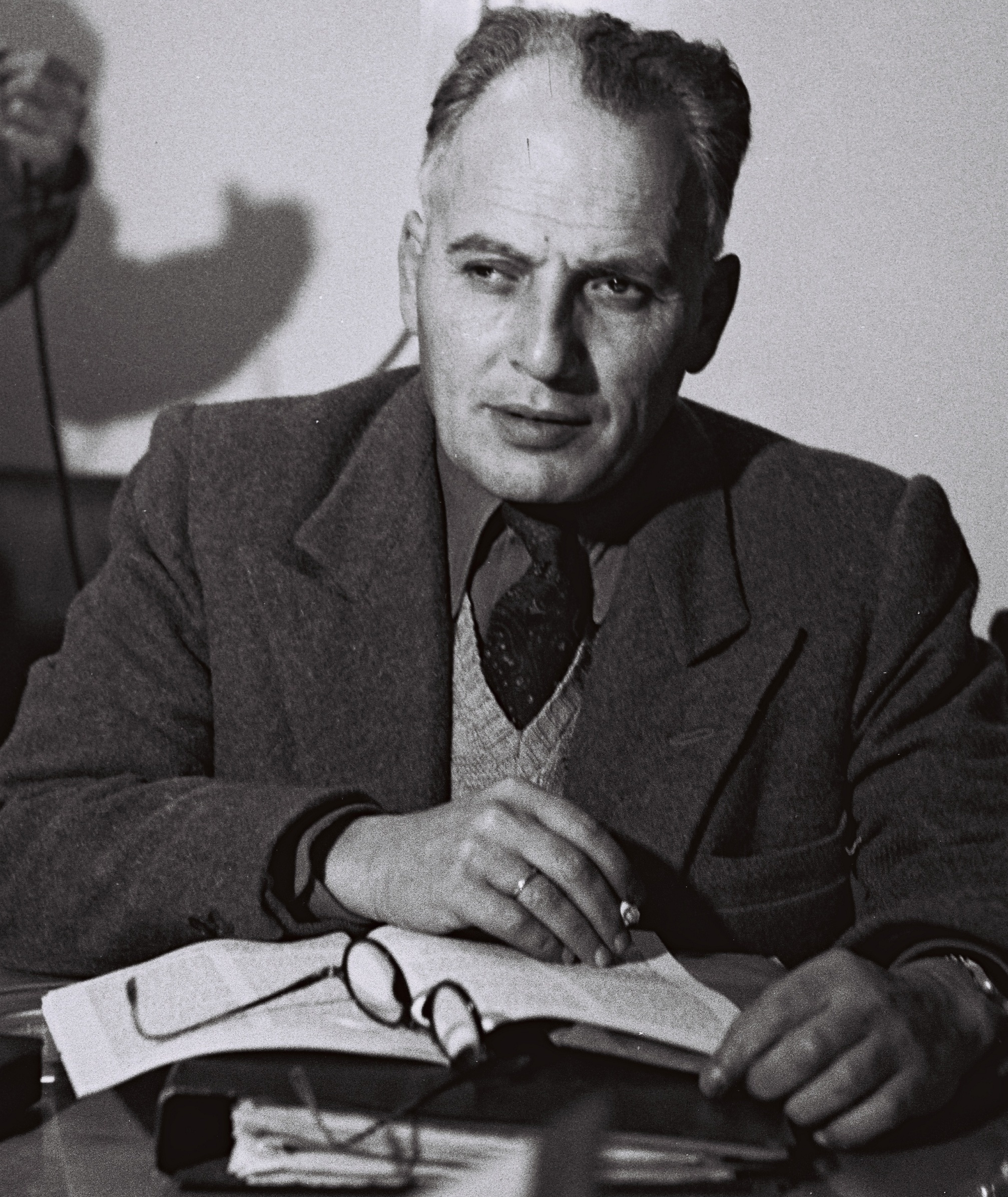
Bechor Shitrit, Ministro de Asuntos de las Minorías de Israel en 1948

Supuestamente, el gabinete israelí no tuvo noticias del plan de expulsión de la población civil de Lod y Ramla hasta que Bechor Shitrit, Ministro de Asuntos de las Minorías, apareció inesperadamente en Ramla el 12 de julio. Shitrit se sorprendió al advertir que las tropas israelíes estaban organizando la expulsión de los civiles. Volvió a Tel Aviv para una reunión con el ministro de Asuntos Exteriores Moshe Sharett, quien se reunió con Ben Gurion para acordar unas líneas generales para el tratamiento de los habitantes de estas ciudades, aunque Morris escribe que Ben Gurion ocultó a Shitrit y a Shertok que él era el origen de estas órdenes de expulsión. Gelber no está de acuerdo con el análisis de Morris, afirmando que el acuerdo entre Ben Gurion, Shitrit y Shertok es prueba de que él no pretendía la expulsión, y no una muestra más de su hipocresía, como sugiere Morris. En cualquier caso, los tres acordaron que se anunciaría a los habitantes de ambas ciudades que quien quisiera irse podría hacerlo, pero quien quisiera quedarse sería responsable de sí mismo y no recibiría ningún tipo de comida. Las mujeres, los niños, los ancianos y los enfermos no serían obligados a irse, y los monasterios y las iglesias no serían destruidos, aunque no se hizo mención alguna de las mezquitas. Ben Gurion envió la orden al cuartel general del ejército israelí, quien la remitió al cuartel general de la Operación Dani a las 23:30 del 12 de julio, diez horas después de que Rabin firmase la orden de expulsión. Morris escribe que existía un decisivo grado de ambigüedad en la instrucción de que las mujeres, niños y enfermos no serían obligados a irse: la palabra “lalechet” puede significar tanto “ir” como “caminar”. Satisfecho con la orden que acababa de emitir, Sharett creyó que había conseguido evitar lasexpulsiones, sin darse cuenta de que, incluso mientras que debatía sobre ellas en Tel Aviv, estas ya habían comenzado.

### La expulsión
Miles de habitantes de Ramla comenzaron a salir de la ciudad a pie, en camiones o autobuses, entre el 10 y el 12 de julio. El ejército israelí usó sus propios vehículos y confiscó otros de propietarios árabes para trasladarlos. Morris escribe que, para el 13 de julio, los deseos del ejército israelí y de los habitantes de Lod habían encajado. Durante los tres días previos, la población civil de Lod había sufrido bombardeos aéreos, una invasión por tierra, había visto cómo los soldados israelíes arrojaban granadas de mano a sus casas, matando a cientos de personas, habían sufrido un toque de queda, habían sido abandonados por la Legión Árabe y habían sufrido el arresto de los hombres en edad de combatir. Morris afirma que la mayoría de los habitantes de Lod habían llegado a la conclusión de que no sería posible vivir bajo dominio israelí. Spiro Muhayyer, un testigo presencial, escribió que lo más importante para muchos en aquel momento era salir de la ciudad. Se alcanzó un acuerdo con un oficial de inteligencia israelí, Shmarya Guttman, por el que los habitantes de la ciudad se marcharían a cambio de la liberación de los prisioneros; según Guttman, él mismo fue a la mezquita y dijo a los hombres allí encarcelados que eran libres de ir a reunirse con sus familias. Pregoneros del ejército israelí pasearon o condujeron por toda la ciudad informando a sus habitantes del lugar en el que debían reunirse para su marcha. Ilan Pappé cita el relato de Spiro Muhayyer sobre el momento en el que se informó a los ciudadanos de Lod que debían abandonar la ciudad:

En la noche los soldados empezaron a entrar en las casas de las áreas que habían ocupado, juntaron a la gente y la echaron de la ciudad. A algunos se les dijo que se marcharan a Kharruba y Barfiliya, mientras que a otros los soldados les decían: "Iros con el rey Abdulá, iros a Ramala". Las calles estaban repletas de gente que se había puesto en marcha sin un destino preciso.

A pesar del acuerdo alcanzado, Morris comenta que las propias tropas israelíes entendieron que lo que estaba sucediendo era una deportación, no una marcha voluntaria. Mientras los habitantes de Lod todavía estaban en la ciudad, las emisiones de radio del ejército israelí ya habían comenzado a llamarles refugiados (“plitim”). El cuartel general de la Operación Dani informó al cuartel general del ejército israelí a mediodía del 13 de julio de que: "(las tropas en Lod) están ocupadas expulsando a los habitantes (“oskim begeirush hatoshavim”)”, y al mismo tiempo anunció al cuartel general de las brigadas Kiryati, Yiftah y octava que “la resistencia enemiga en Ramla y Lod ha terminado. La expulsión ("pinui") de los habitantes (…) ha comenzado."

### La marcha
Los habitantes de Lod comenzaron a salir de la ciudad en la mañana del 13 de julio. Los soldados israelíes les obligaron a hacer el camino andando, quizás por la resistencia mostrada anteriormente o quizás por la simple ausencia de vehículos para el transporte. Caminaron entre seis y siete kilómetros hasta Bayt Nabala y luego otros 10 o 12 kilómetros hasta Barfiliya, recorriendo caminos de tierra a temperaturas de entre 30 °C y 35 °C, llevando a sus niños y todas sus posesiones a sus espaldas o en carretas tiradas por animales. Según Shmarya Guttman, un soldado israelí, en ocasiones se efectuaba disparos de advertencia. Los soldados israelíes quitaron los objetos de valor de algunos refugiados en los puestos de control establecidos en la ruta. Otro soldado israelí describió cómo los refugiados iban abandonando las posesiones según se iban cansando o caían extenuados. “Empezaron con utensilios y muebles, y al final, cuerpos de hombres, mujeres y niños quedaron desperdigados por todo el camino”.
Haj As’ad Hassouneh, descrito por el historiador palestino Saleh Abd al-Jawad como “un superviviente de la marcha de la muerte”, rememoró sus recuerdos en 1996: “Los judíos vinieron y gritaron entre la gente: “Debéis iros”. “¿A dónde iremos?” “Id a Barfilia”. (…) el punto en el que te encontrases determinaba qué tipo de familiares o posesiones podías llevarte; todo lo que quedase al oeste de ti no podría ser recuperado. Tenías que comenzar a caminar inmediatamente y tenía que ser hacia el este. (…) La gente estaba cansada incluso antes de empezar la travesía o de intentar llegar a cualquier destino. Nadie sabía dónde estaba Barfilia o a qué distancia estaba esta de Jordania. (…) La gente también estaba ayunando debido al Ramadán porque estas eran gentes de muy serias creencias. No había agua. La gente comenzó a morir de sed. Algunas mujeres murieron y sus bebés se amamantaban de sus cadáveres. Muchos de los ancianos murieron en el camino. (…) Muchos enterraron a sus muertos en los campos de maíz”.
Tras tres días de marcha, los refugiados que sobrevivieron fueron recogidos por la Legión Árabe y llevados a Ramala. Hay diversas versiones en cuanto al número de fallecidos. Muchas de las víctimas fueron ancianos y niños pequeños que murieron debido al calor y a la extenuación. Morris ha escrito que se trató de un “puñado o quizá docenas”. Glubb escribió que “nadie sabrá jamás cuántos niños murieron”. Nimr al Khatib, uno de los líderes del Alto Comité Árabe, calculó la cifra de muertos en 335 partiendo de lo que había oído. Walid Khalidi aporta una cifra de 350, citando al historiador palestino Aref al-Aref. Las expulsiones colapsaron las carreteras hacia el este. Según Benny Morris, la idea del ejército israelí era sencilla y convincente. Acababan de capturar dos importantes objetivos y estaban cansados. Se esperaba que la Legión Árabe contraatacase, pero las expulsiones lo impidieron: las carreteras estaban ahora abarrotadas, y la Legión se sintió de repente responsable de la atención de decenas de miles de refugiados.

### Saqueo de los refugiados y las ciudades

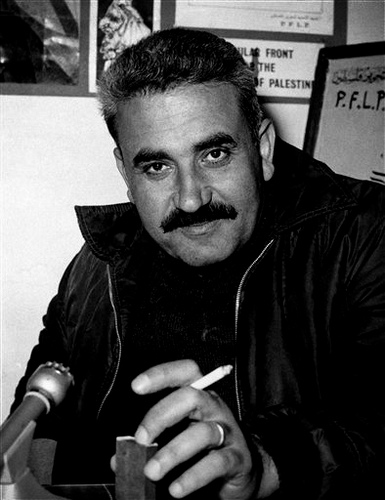
George Habash, que en un futuro lideraría el FPLP, fue uno de los habitantes de Lod expulsados por el ejército israelí

Aunque las líneas de actuación de Sharett y Ben Gurion habían especificado que no habría robos, numerosas fuentes hablan de un saqueo masivo de las propiedades de los palestinos expulsados. The Economist escribió el 21 de agosto de ese año: “A los refugiados árabes se los despojó sistemáticamente de todas sus pertenencias antes de enviarlos de camino a la frontera. Enseres domésticos, provisiones, ropa, tuvieron que dejarlo todo atrás”. Aharon Cohen, director del Departamento Árabe del Mapam, se quejó a Yigal Allon meses después de las deportaciones de que se había ordenado a las tropas robar las joyas y el dinero de los habitantes de Lod y Ramla para que llegasen a la Legión Árabe sin recursos, creando así una carga en torno a su sostenimiento. Allon respondió que no sabía nada de dicha orden, pero admitió que pudo haber existido.
George Habash, que posteriormente fundaría el Frente Popular para la Liberación de Palestina, había nacido en una familia cristiana ortodoxa de Lod. Cuando tuvo lugar el estallido de la guerra árabe-israelí de 1948, él se encontraba en su segundo año de la carrera de Medicina en la Universidad de Beirut, pero volvió a Lod cuando oyó que los israelíes habían llegado a Jaffa y, por lo tanto, fue uno de los que fueron expulsados de Lod. En 1990 evocó las deportaciones y recordó cómo los israelíes les habían quitado los relojes, las joyas, el oro y las carteras a los refugiados, y narró cómo un vecino suyo había sido asesinado de un disparo cuando se negó a ser cacheado; la hermana de este hombre, según Habash, murió durante la marcha de hipotermia, sed y del impacto psicológico que le supuso el fusilamiento de su hermano.
Spiro Muhayyer, un habitante de Lod, recordaba años después que "los soldados habían establecido controles en todas las carreteras que iban hacia el este y registraban a los refugiados, en particular a las mujeres, les robaban las joyas de oro que tuvieran en sus cuellos, muñecas y dedos y lo que tuvieran escondido en sus ropas, así como dinero y cualquier cosa de valor que fuera lo bastante ligera para cargar con ella".
Cuando los habitantes de Lod y Ramla fueron obligados a abandonar las ciudades, las tropas israelíes comenzaron a saquearlas. El comandante de la brigada Yiftah, teniente coronel Schmuel “Mula” Cohen, escribió de Lod que “la crueldad de la guerra alcanzó su cenit aquí”. El ministro de Asuntos de las Minorías, Bechor Shitrit, afirmó que 1.800 camiones habían salido de la ciudad de Lod cargados de objetos de valor. Dov Shafrir fue nombrado Custodio de la Propiedad Ausente de Israel, supuestamente encargado de proteger y redistribuir las propiedades palestinas, aunque su personal era inexperto y fue incapaz de controlar la situación. El saqueo fue tan grande que el 3.º Batallón tuvo que ser retirado de Lod durante la noche del 13 al 14 de julio, tras lo que fue enviado durante un día a Beit Shemesh para kinus heshbon nefesh, una conferencia para incentivar la búsqueda del alma. Cohen les obligó a entregar lo que habían saqueado, que fue posteriormente arrojado a una hoguera y quemado, pero la situación continuó igual cuando volvieron a la ciudad. Algunos soldados fueron llevados a juicio después de la guerra.
También se denunció que soldados israelíes habían violado a mujeres palestinas. Ben Gurion se refirió a estas violaciones en su diario en la entrada del 15 de julio de 1948: “La cuestión más amarga es la que ha surgido por actos de robo y violación en las ciudades conquistadas”. El escritor israelí Amos Kenan, que sirvió como jefe de pelotón en el 82.º regimiento de la brigada israelí que conquistó Lod, contó a The Nation el 6 de febrero de 1989: “Por la noche, aquellos que no podíamos contenernos íbamos a la prisión a follar mujeres árabes. Quiero asumir, e incluso puedo hacerlo, que aquellos que no nos contuvimos hicimos lo que pensábamos que los árabes habrían hecho si hubiesen ganado la guerra”. Kenan afirma que solo una mujer denunció. Durante el juicio, el acusado hizo un gesto con la mano en la garganta y la mujer decidió retirar la denuncia. El gobierno israelí prestó poca atención a las acusaciones de violaciones. El ministro de agricultura Aharon Zisling afirmó ante el gabinete el 21 de julio: “Se ha dicho que ha habido casos de violaciones en Ramla. Puedo perdonar los actos de violación, pero no puedo perdonar otros hechos que me parecen mucho más graves. Cuando se entra en una ciudad y se arrancan los anillos de los dedos y las joyas de los cuellos, ese es un asunto muy grave”.
Stuart Cohen escribe que el control central sobre los soldados judíos era endeble. Tan solo Yigal Allon, comandante del ejército israelí, tenía como costumbre enviar órdenes escritas a sus comandantes, incluida la advertencia de que las violaciones de las leyes de la guerra serían castigadas. En el resto de casos, simplemente se confiaba en las tropas, a veces de manera errónea, en lo que Cohen ha denominado “decencia militar intuitiva”. Añade que, a pesar de los crímenes de guerra cometidos, la mayoría del ejército israelí se comportó con decencia y civismo. Isaac Rabin escribió en sus memorias que algunos soldados se negaron a tomar parte en las deportaciones.

## Consecuencias

### Destino de los refugiados
Decenas de miles de palestinos de Lod y Ramla fueron llegando a Ramala. Isaac Rabin calculó que se había "trasladado" a unas 50.000 personas. La mayoría de ellos no tenían dinero, propiedades, comida o agua, y representaban un riesgo sanitario para la población local y para ellos mismos. El ayuntamiento de la ciudad de Ramala pidió al rey Abdulá que los llevase a otro sitio. Algunos de los refugiados llegaron hasta Amán, la Franja de Gaza, Líbano o la Alta Galilea. Por todas partes hubo importantes manifestaciones contra el rey Abdulá y contra la Legión Árabe por su incapacidad de defender las ciudades. La gente escupía a Glubb, el comandante británico de la Legión Árabe, cuando conducía por Cisjordania, y las mujeres y los padres de los soldados de la Legión Árabe intentaron acceder al palacio del rey Abdulá. Alec Kirkbride, el embajador británico en Amán, describió una protesta en la ciudad el día 18 de julio de la siguiente manera:

Un par de miles de hombres palestinos subieron la colina hacia la principal entrada (del palacio) (…) denunciando abusos y exigiendo que las ciudades perdidas se reconquistasen de inmediato. (…) El rey apareció en la parte alta de las escaleras del edificio; era una pequeña, digna figura vistiendo ropa y sombrero blanco. Se detuvo un momento, observando a la multitud enfurecida, (luego bajó) las escaleras para adentrarse en el pasillo que sus guardias habían formado entre la masa de manifestantes. Se acercó a un individuo importante, que estaba gritando con todas sus fuerzas, y le propinó un violento manotazo con la palma de su mano. El hombre dejó de gritar (…) se pudo oír al rey rugiendo: “así que queréis combatir a los judíos, ¿no? Muy bien, hay una oficina de reclutamiento para el ejército detrás de mi casa (…) Id allí y alistaos. El resto de vosotros, ¡idos al infierno colina abajo!”. La mayor parte de la multitud se fue al infierno colina abajo.

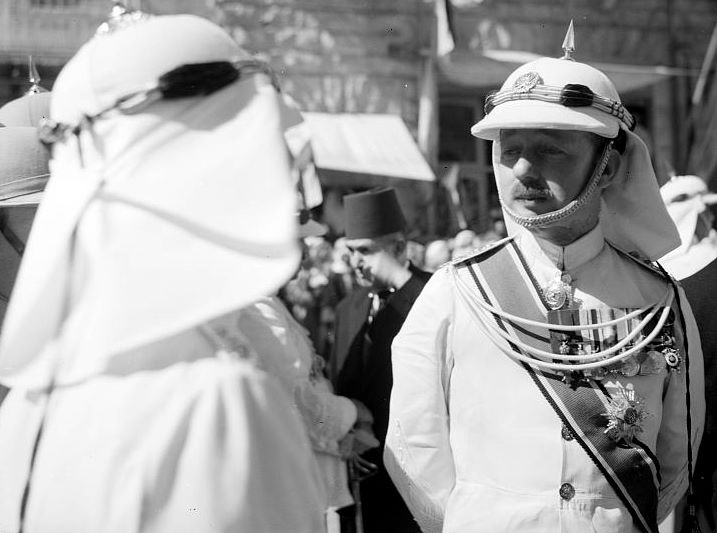
John Bagot Glubb, el comandante británico de la Legión Árabe, fue culpado de haber entregado Lod y Ramla a las tropas israelíes.

Morris escribe que, durante una reunión en Amán del Comité Político de la Liga Árabe, acaecida el 12 y 13 de julio, los delegados de diversos países –y en especial los de Siria e Irak- acusaron a Glubb de servir a los intereses británicos, o incluso a los judíos, con sus excusas sobre la escasez de munición y de tropas. Los periodistas egipcios denunciaron que había entregado Lod y Ramla a los judíos. Perie-Gordon, el embajador provisional del Reino Unido en Amán, informó al Foreign Office de que se sospechaba que Glubb, a petición del gobierno británico, había perdido Lod y Ramla deliberadamente para asegurarse de que los jordanos aceptasen una tregua. El rey Abdulá indicó que quería que Glubb se marchase, aunque sin pedírselo directamente –en especial cuando los oficiales iraquíes denunciaron que toda la casa hachemita estaba comprada por los británicos-, pero Londres le pidió que permaneciera en el cargo. La popularidad británica entre la población árabe llegó a su punto más bajo. El Consejo de Seguridad de las Naciones Unidas pidió que se impusiese un alto el fuego como mucho el 18 de julio y que se aplicasen sanciones a quienes lo rompieran. Los árabes se indignaron: “No hay justicia, no hay lógica, no hay igualdad, no hay entendimiento, solo una sumisión ciega a todo lo que es sionista”, respondió Al-Hayat, aunque Morris escribe que algunas mentes más frías del mundo árabe se alegraron en privado de que se les pidiese no pelear, dada la obvia superioridad militar israelí.

### Situación de los refugiados
Según Benny Morris, la situación de los 400.000 palestinos que se convirtieron en refugiados ese verano –no solo los de Lod y Ramla- era extrema, acampados en edificios públicos, en barracones abandonados o bajo árboles. El conde Folke Bernadotte, el mediador de las Naciones Unidas para Palestina, visitó un campamento de refugiados en Ramala y dijo que no había visto nunca una imagen tan espantosa. Morris afirma que los gobiernos árabes hicieron poco o nada por ellos, y la mayoría de la ayuda que les llegó provino de Occidente a través de la Cruz Roja y los Cuáqueros. Las Naciones Unidas crearon un nuevo cuerpo encargado de coordinar la ayuda a los refugiados palestinos, que en diciembre de 1949 se convertiría en la Agencia de Naciones Unidas para los Refugiados de Palestina en Oriente Próximo (UNRWA en sus siglas inglesas), de la que todavía hoy dependen muchos de los refugiados y sus descendientes, que suman más de cinco millones. Los esfuerzos de mediación de Folke Bernadotte –que se concretaron en una propuesta de división de Palestina entre Israel y Jordania, con Lod y Ramla del lado jordano- terminaron el 17 de septiembre de 1948, cuando fue asesinado por cuatro terroristas del Lehi, una facción extremista sionista.

### Conferencia de Lausana
Las Naciones Unidas convocaron la Conferencia de Lausana entre abril y septiembre de 1949 para, entre otras cosas, intentar resolver el asunto de los refugiados palestinos. El 12 de mayo de 1949, la conferencia consiguió su único éxito cuando las partes firmaron el Protocolo de Lausana, un borrador para una paz completa que incluía los asuntos territoriales, los refugiados y Jerusalén. Israel estuvo de acuerdo con permitir el regreso de todos los refugiados palestinos porque deseaba obtener el ingreso en las Naciones Unidas, lo que requería solucionar el problema de los refugiados. Una vez admitida en las Naciones Unidas, Israel se retractó de lo que había firmado en el protocolo, dado que le satisfacía por completo el status quo y no veía la necesidad de realizar concesión alguna con respecto a los asuntos referentes a los refugiados o a las fronteras. El ministro de Asuntos Exteriores de Israel, Moshe Sharett, había deseado alcanzar una paz completa en Lausana, pero no pudo competir con David Ben Gurion, que consideraba suficientes los acuerdos de armisticio que detuvieron la guerra con los distintos estados árabes, y no dio mucha prioridad a un tratado de paz permanente. El 3 de agosto de 1949, la delegación israelí propuso la repatriación de 100.000 refugiados de los 700.000 que habían sido expulsados o habían huido, aunque no a sus anteriores hogares, que habían sido destruidos o entregados a judíos; Israel decidiría los lugares donde estos refugiados podrían reasentarse y las actividades económicas concretas que se les permitiría realizar. Además, esta cifra de 100.000 incluía a unos 25.000 que habían regresado ya de manera ilegal para los israelíes, con lo que la cifra real era de 75.000. Los estadounidenses consideraron la cifra demasiado baja; esperaban que se permitiese el retorno de unos 200.000 o 250.000 refugiados palestinos. Los árabes calificaron la propuesta israelí de “menos que simbólica”. Cuando se hizo pública la propuesta de los 100.000 refugiados, la reacción de los periódicos y los partidos políticos israelíes fue uniformemente negativa. Poco después, los israelíes anunciaron que retiraban su oferta.

### Reocupación de las ciudades

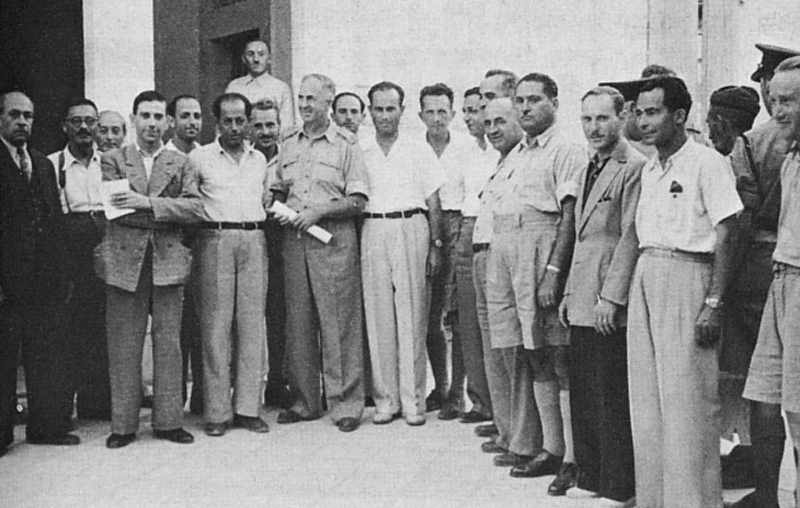
Traspaso de poderes del gobernador militar al primer alcalde judío de Lod (abril de 1949).

El 14 de julio de 1948, el ejército israelí informó a Ben Gurion de que “ni un solo habitante árabe” quedaba en Ramla o Lod, que habían sido rebautizadas de sus anteriores nombres árabes, Ramle y Lydda. En realidad, pudieron permanecer unos cientos de sus habitantes, sobre todo los funcionarios locales encargados de mantener los servicios esenciales como el agua y los trabajadores con experiencia en las líneas ferroviarias o en el aeropuerto, algunos ancianos, enfermos y algunos cristianos, mientras que otros fueron volviendo a sus casas durante los meses siguientes. En octubre de 1948, el gobernador militar de Ramla-Lod informó de que había 960 palestinos viviendo en Ramla y 1.030 en Lod. El mandato militar en ambas ciudades terminó en abril de 1949.
Cerca de 700.000 judíos emigraron a Israel entre mayo de 1948 y diciembre de 1951, especialmente desde Europa, Asia y África, lo que contribuyó a doblar la población judía de Israel. Además, en 1950 se aprobó en el parlamento israelí la Ley del Retorno, que permitía a cualquier judío del mundo obtener la nacionalidad israelí de manera casi inmediata, si bien negaba dicha posibilidad a los palestinos exiliados. A los inmigrantes judíos les entregaron las casas de los palestinos expulsados, en parte porque había una inevitable escasez de casas, pero también como una política preconcebida para dificultar la reclamación legal de sus hogares por parte de sus propietarios originales. Por otro lado, los inmigrantes judíos podían comprar los muebles de los palestinos expulsados mediante la oficina del Custodio de Propiedad Ausente. Incluso los palestinos que todavía permanecían en Israel fueron denominados “presentes ausentes” y se les consideró físicamente presentes pero legalmente ausentes, por lo que perdieron toda posibilidad de reclamar sus propiedades. Hacia marzo de 1950, Ramla tenía una población de 8.600 judíos y 1.300 palestinos, mientras que en Lod vivían 8.400 judíos y 1.000 palestinos. La mayoría de los judíos que se asentaron en ambas ciudades provenían de Asia o del Norte de África.
Los trabajadores palestinos que pudieron permanecer en las ciudades fueron confinados en guetos. El gobernador militar de la zona dividió la región en tres zonas: Ramla, Lod y Rakevet, un barrio de Lod creado por los británicos para los trabajadores del tren, y declaró las zonas árabes en estos sectores como “zonas cerradas”, nombrando a un comité de tres a cinco miembros para dirigirlas. Muchos de los trabajadores esenciales de las ciudades eran palestinos. Los administradores militares de las ciudades satisfacían parte de sus necesidades, como construir una escuela, proporcionarles ayuda médica, otorgarles unos 50 dunams (0,05 kilómetros cuadrados) de sus antiguas tierras para cultivar verduras o renovar el interior de la mezquita Dahmash, pero los palestinos se sentían como prisioneros en la ciudad. Por ejemplo, los trabajadores del tren estaban sujetos a un toque de queda durante toda la noche, a la que se añadían periódicas redadas para comprobar que no tuviesen armas. Un trabajador ferroviario palestino escribió una carta abierta al diario Al Youm en marzo de 1949 en representación de 460 trabajadores ferroviarios musulmanes y cristianos:

“Desde la ocupación, seguimos trabajando y todavía no nos han pagado nuestros salarios. Luego nos quitaron nuestros trabajos y estamos en el paro. El toque de queda todavía está en vigor. (…) No se nos permite ir a Lod o a Ramla, porque somos prisioneros. No se nos permite buscar trabajo si no es a través del Comité Local. (…) Somos como esclavos. Estoy pidiendo que se cancelen las restricciones y que se nos permita vivir libres en el Estado de Israel.

### Las expulsiones en el arte
El pintor palestino Ismail Shammout (1930-2006) tenía 19 años cuando fue expulsado de Lod. Creó una serie de óleos sobre la marcha de la muerte que sucedió a la toma de la ciudad; la más conocida es “¿A dónde?” (1953), que ha adquirido un carácter icónico entre los palestinos. Se trata de una imagen a tamaño real de un hombre vestido con harapos y con un bastón en una mano, la muñeca de un niño en la otra y un bebé sobre sus hombros, con un tercer niño llorando solo detrás de él. Hay un árbol marchito más atrás, y a lo lejos se contempla la silueta de una ciudad árabe con un minarete. Gannit Ankori ha descrito la ausencia de una madre como símbolo de la patria perdida, de la que los niños son huérfanos.
Para noviembre de 1948, las numerosas acusaciones de atrocidades vertidas sobre el ejército israelí llevaron a David Ben Gurion a nombrar a un investigador. El poeta israelí Nathan Alterman (1910-1970) escribió sobre estas acusaciones en su poema Al Zot (“Sobre esto”), publicado en Davar el 19 de noviembre de 1948, que habla de un soldado israelí que, viajando en su jeep, ametralla a un árabe; según Benny Morris, este poema hace alusión a los eventos acaecidos en Lod. Dos días después de su publicación, Ben Gurion pidió permiso a Alterman para difundir el poema entre el ejército israelí.

Cantemos pues también sobre “delicados incidentes”
de los que su verdadero nombre, por cierto, es asesinato.
Dejemos que se compongan canciones sobre conversaciones con interlocutores favorables
Que con risitas conspirativas nos hacen concesiones y nos dan su perdón.

### Cuatro famosos testigos de las expulsiones

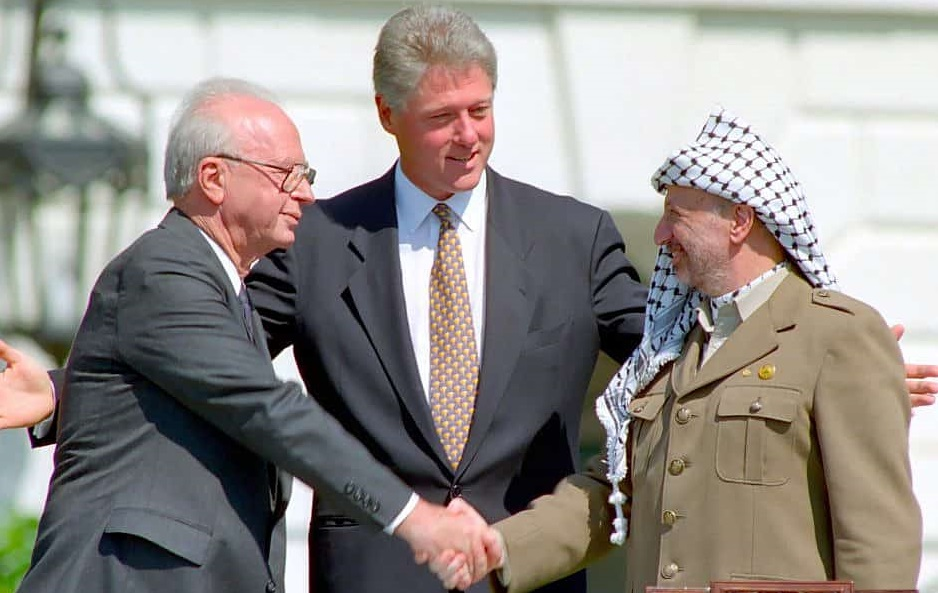
Isaac Rabin estrecha la mano de Yaser Arafat en la Casa Blanca (13 de septiembre de 1993).

Yigal Allon, que lideró la Operación Dani y podría haber ordenado las expulsiones, se convirtió en vice primer ministro israelí en 1967. Fue miembro del gabinete de guerra israelí durante la Guerra de los Seis Días de 1967, así como el principal arquitecto del Plan Allon, una propuesta para dividir Cisjordania entre Israel y Jordania. Murió en 1980.
Isaac Rabin, el oficial de operaciones de Allon y firmante de las órdenes de expulsión, se convirtió en Jefe del Estado Mayor del ejército israelí durante la Guerra de los Seis Días. Fue elegido primer ministro de Israel en 1974 y en 1992. En 1995, fue asesinado por un radical ultraderechista israelí que se oponía a las conversaciones de paz con la OLP.
Khalil al-Wazir era el hijo de un tendero de Ramla cuando toda su familia fue expulsada de la ciudad. Se convirtió en uno de los fundadores del partido Fatah de Yaser Arafat, y en concreto de su rama armada, Al-Asifah. Adoptó el sobrenombre de Abu Yihad y organizó la lucha de guerrillas de la OLP y los movimientos juveniles de Fatah que ayudaron a iniciar la Primera Intifada en 1987. Fue asesinado por comandos israelíes en Túnez en 1988.
George Habash, que era un estudiante de medicina cuando fue expulsado de Lod con toda su familia, se convirtió en el líder de uno de los grupos militantes palestinos más conocidos, el Frente Popular para la Liberación de Palestina. En septiembre de 1970, fue el cerebro de una serie de cuatro secuestros de aviones que se dirigían a Nueva York, un ataque en el que solo murió un secuestrador pero que consiguió dar gran publicidad a la lucha palestina. El FPLP también fue responsable de la masacre del aeropuerto de Lod en 1972, en la que 27 personas murieron, y del secuestro en 1976 de un avión de Air France que acabó desviándose hacia Entebbe, y que se hizo famoso por el rescate israelí de sus pasajeros. En 2008, Habash murió de un ataque al corazón en Amán.

## Historiografía

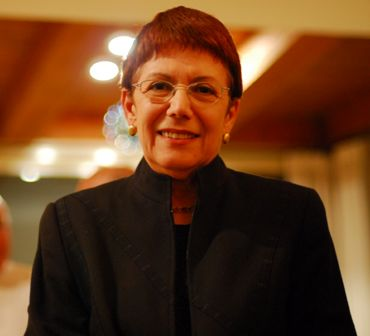
La historiadora israelí Anita Shapira afirma que los historiadores israelíes que escribieron las primeras historias de la toma de Lod y Ramla se autocensuraron porque veían la guerra de 1948 como el trágico clímax de la Segunda Guerra Mundial y el Holocausto.

Benny Morris defiende que los historiadores israelíes de los años cincuenta a los setenta –que escribieron lo que él denomina “vieja historia”- fueron “menos que honestos” sobre lo que sucedió en Lod y Ramla. Anita Shapira los denomina “la generación Palmaj”: historiadores que habían luchado en la guerra árabe-israelí de 1948 y que pasaron a trabajar para la rama historiadora del ejército israelí, en la que censuraban material al que no tenían acceso el resto de historiadores. Para estos historiadores, según Shapira, el Holocausto y la Segunda Guerra Mundial –incluida la percibida debilidad judía frente a la persecución- hicieron de la lucha por la tierra contra los árabes un asunto de vida o muerte, y convirtieron la guerra de 1948 en “el trágico y heroico clímax de todo lo que lo precedió”, lo que haría de una victoria israelí un “acto de justicia histórica”. Los historiadores palestinos y pro-palestinos han denominado estos hechos como “la marcha de la muerte de Lod”.
La historia oficial del ejército israelí sobre la guerra de 1948, Toldot Milhemet HaKomemiyut (“Historia de la Guerra de Independencia”), publicada en 1959, afirmaba que los habitantes de Lod habían violado los términos de su rendición y huyeron porque temían una represalia israelí. El líder de la sección historiadora del ejército israelí, el Teniente Coronel Netanel Lorch, escribió en "El Filo de la Espada" (1961) que los habitantes de Lod habían pedido salvoconductos al ejército israelí; sin embargo, el académico en ciencias políticas estadounidense Ian Lustick comenta que Lorch admitió en 1997 que tuvo que dimitir de su cargo porque la censura hacía imposible escribir bien la historia. Otro empleado del departamento de historia del ejército israelí, el teniente coronel Elhannan Orren, escribió una historia detallada de la Operación Dani en 1976 que no hacía referencia alguna a las expulsiones.
Aunque diversos historiadores árabes publicaron sus narraciones de los hechos, como "Al Nakba, 1947-1952" de Aref al-Aref; "Min Athar al-Nakba" de Muhammad Nimr al-Khatib, y numerosos artículos de Walid Khalidi, Morris afirma que estas narraciones adolecían de una importante falta de material de archivo, dado que los gobiernos árabes eran bastante reticentes a abrir sus archivos y los israelíes no estaban todavía abiertos en aquel momento. La primera persona que reconoció las expulsiones de Lod y Ramla en Israel fue, según Benny Morris, el propio Isaac Rabin en sus memorias de 1979, aunque la censura militar eliminó la parte de su libro en la que hacía alusión a estas expulsiones. La duración de treinta años de la Ley de Archivos de Israel, aprobada en 1955, supuso la desclasificación de cientos de miles de documentos gubernamentales en los años ochenta, lo que motivó la aparición de un grupo autodenominado “los nuevos historiadores”, la mayoría de los cuales había nacido alrededor de 1948. Estos historiadores interpretaron la historia de la guerra en el contexto de Oriente Medio, dejando de lado consideraciones sobre la política europea, el Holocausto y la historia judía. Shapira afirma que se centraron en los 700.000 palestinos que fueron expulsados o huyeron por la guerra, y no en los 6.000 judíos que murieron durante la misma, analizando el papel del estado israelí como lo habrían hecho con cualquier otro estado. Entre 1987 y 1993, cuatro de estos historiadores en concreto –Benny Morris, Simha Flapan, Ilan Pappé y Avi Shlaim-, tres de los cuales habían estudiado en Oxford, publicaron una serie de libros que cambiaron la historiografía del éxodo palestino. Según Lustick, aunque en los círculos académicos era de sobra conocido que los palestinos se habían tenido que ir debido a expulsiones o intimidaciones, la mayoría de los judíos israelíes lo desconocía hasta la publicación, en 1987, del libro de Benny Morris "The birth of the Palestinian Refugee Problem, 1947-1949".
Las principales críticas contra el trabajo de los Nuevos Historiadores han provenido de Efraim Karsh, quien afirma que hubo un éxodo palestino voluntario mayor del que describen estos historiadores. Aunque reconoce que hubo expulsiones, especialmente en Lod, argumenta –como también hace Morris- que fueron resultado de decisiones tomadas en el fragor del combate y que suponen un pequeño porcentaje del éxodo total. Karsh afirma que los Nuevos Historiadores han revolucionado la historia del nacimiento de Israel, convirtiendo en víctimas a los que él denomina agresores árabes, aunque admite que la versión de los hechos de la Nueva Historia es ampliamente aceptada a día de hoy. Ari Shavit dedica un capítulo de su libro "Mi Tierra Prometida" (2013) a la expulsión de los habitantes de Lod, y denomina a estos hechos “nuestra caja negra, (…) En ella yace el secreto más oscuro del sionismo”. Por el contrario, otros historiadores como Ilan Pappé y Walid Khalidi afirman que no solo hubo expulsiones masivas, sino que estas no fueron el resultado de meras decisiones ad hoc. Más bien al contrario, según estos historiadores, las expulsiones fueron parte de una estrategia deliberada conocida como plan Dalet y concebida mucho antes de la Declaración de Independencia de Israel, que preveía la expulsión de la población árabe de Palestina y la captura de sus tierras para crear una mayoría demográfica judía en el futuro estado de Israel mediante una operación de limpieza étnica, según palabras de Ilan Pappé.

## Lod y Ramla en la actualidad

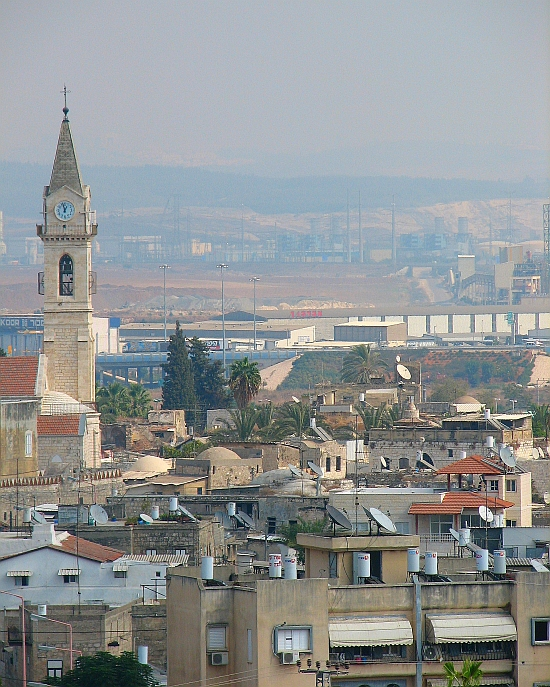
Ramla en 2006.

A fecha de 2013, Ramla tiene una población de 69.000 habitantes. La población de Lod era de 45.000 judíos y 20.000 árabes en 2010. Su principal actividad económica gira en torno a su aeropuerto, que fue rebautizado en 1973 como Aeropuerto Internacional Ben Gurion. En los años noventa se alojaron en Lod una gran cantidad de inmigrantes judíos provenientes de Etiopía, lo que hizo crecer las tensiones interrraciales en la ciudad; esto, unido a la pobreza económica que la azotaba, hizo que el principal experto en ciudades étnicamente mixtas de Israel, Arnon Golan, catalogase a Lod como “el lugar con más probabilidades de estallar”. En 2010 se construyó un muro de tres metros de altura para separar los barrios judíos de los árabes.

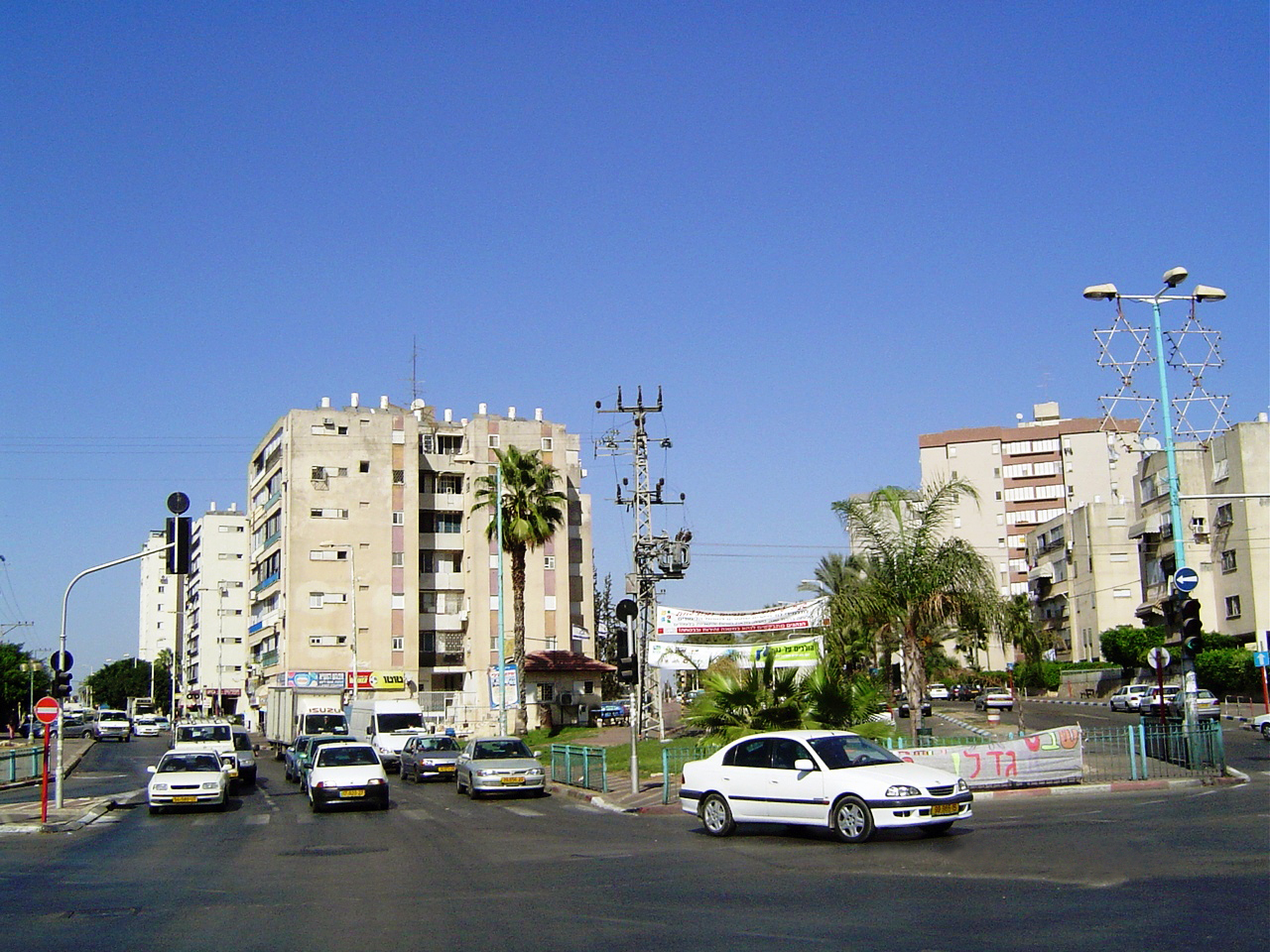
Lod en 2005.

La comunidad árabe se ha quejado de que, cuando los árabes se convirtieron en mayoría en un suburbio de Lod llamado Ramat Eshkol, las autoridades cerraron la escuela para no convertirla en una escuela para el sector árabe; en 2008 fue reabierta como una yeshivá, una escuela religiosa judía. El ayuntamiento de Lod ha declarado que quiere hacer la ciudad más judía. Según Nathan Jeffray, además de la población árabe registrada, una quinta parte de la población de Lod la conforman beduinos que se ubicaron allí tras ser expulsados de sus tierras tradicionales en el Néguev en los años ochenta. Viven en chabolas en zonas agrícolas que están consideradas ilegales por las autoridades israelíes, que no están registradas y que no reciben servicios municipales.
En ocasiones se permite a los refugiados volver a lo que fueron sus hogares. Zochrot, un grupo israelí que investiga sobre antiguas localidades palestinas, visitó Lod en 2003 y 2005 y colocó señales que describían su historia, incluida una señal en el muro del antiguo gueto árabe. Estas visitas a menudo se encontraban con muestras de interés y de hostilidad. El padre Oudeh Rantisi, un exalcalde de Ramala que fue expulsado de Lod en 1948, visitó la antigua casa de su familia por primera vez en 1967. Escribió:

Cuando el autobús se detuvo frente a la entrada de la casa, vi a un niño jugando en el patio. Bajé del autobús y fui hacia él. “¿Cuánto tiempo llevas viviendo en esta casa?”, le pregunté. “Nací aquí”, me respondió. “Yo también”, le dije.